# Морозівщина (пам'ятка природи)
Морозівщина — гідрологічна пам'ятка природи місцевого значення. Об'єкт розташований на території Черкаського району Черкаської області, Бобрицька сільська громада.
Площа — 0,1 га, статус отриманий у 2007 році.